# Toujouse
Toujouse är en kommun i departementet Gers i regionen Occitanien i sydvästra Frankrike. Kommunen ligger i kantonen Nogaro som tillhör arrondissementet Condom. År 2022 hade Toujouse 306 invånare.

## Befolkningsutveckling
Antalet invånare i kommunen Toujouse
Referens:INSEE